# Сьомін Олексій Володимирович
Олексій Володимирович Сьомін (лютий 1910, село Маково Московської губернії, тепер Михайловського району Рязанської області, Російська Федерація — 24 серпня 1972, місто Москва, тепер Російська Федерація) — радянський державний діяч, 1-й секретар Томського і Вологодського обласних комітетів ВКП(б). Член ЦК КПРС у 1952—1956 роках. Депутат Верховної ради СРСР 2—4-го скликань.

## Життєпис
Народився в бідній селянській родині. З 1925 по 1927 рік навчався в школі фабрично-заводського учнівства при Подольському цементному заводі Московської губернії. У 1925 році вступив до комсомолу.
З 1927 року працював слюсарем, начальником цеху, заступником директора цементного заводу, директором Подольської школи фабрично-заводського учнівства Московської області.
Член ВКП(б) з 1929 року.
У 1932—1933 роках — слухач робітничої аспірантури та секретар комітету ВКП(б) Науково-дослідного інституту цементів.
У 1934—1938 роках — студент Московського хіміко-технологічного інституту імені Менделєєва, інженер-технолог.
У 1938 році — начальник виробничого відділу Головцементу Народного комісаріату важкої промисловості СРСР.
У 1938—1939 роках — заступник начальника відділу Головного управління Народного комісаріату боєприпасів в місті Москві, директор заводу № 10/5.
У 1939—1941 роках — партійний організатор ВКП(б) комбінату № 392 Народного комісаріату боєприпасів СРСР у місті Кемерово.
У 1941—1942 роках — секретар Новосибірського обласного комітету ВКП(б) з питань оборонної промисловості.
У 1942 — серпні 1944 року — 2-й секретар Новосибірського обласного комітету ВКП(б).
13 серпня 1944 — 6 грудня 1951 року — 1-й секретар Томського обласного комітету ВКП(б).
У 1951—1952 роках — слухач курсів перепідготовки при ЦК ВКП(б).
До серпня 1952 року — інспектор ЦК ВКП(б).
15 серпня 1952 — 2 листопада 1955 року — 1-й секретар Вологодського обласного комітету ВКП(б) (КПРС).
У листопаді 1955 — 1955 року — в розпорядженні ЦК КПРС.
З 1956 року — начальник Управління керівних кадрів Міністерства загального машинобудування СРСР.
Потім — персональний пенсіонер у місті Москві.
Помер 24 серпня 1972 року в місті Москві.

## Нагороди
- два ордени Трудового Червоного Прапора (1943, 1944)
- медаль «За доблесну працю у Великій Вітчизняній війні 1941—1945 рр.»
- медалі